# Corydoras urucu
Corydoras urucu är en fiskart som beskrevs av Britto, Wosiacki och Montag 2009. Corydoras urucu ingår i släktet Corydoras och familjen Callichthyidae. Inga underarter finns listade i Catalogue of Life.